# جزيرة راثلين
جزيرة راثلين (بالإنجليزية: Rathlin Island) هي جزيرة وأبرشية مدنية قبالة ساحل مقاطعة أنتريم (وهي جزء منها ) في أيرلندا الشمالية. إنها أقصى نقطة في شمال أيرلندا الشمالية.